# Max Gasser (Jurist)
Max Gasser (* 2. Mai 1886 in Esslingen am Neckar; † 6. August 1961) war ein deutscher Jurist.

## Werdegang
Gasser studierte von 1904 bis 1908 Rechtswissenschaften in Tübingen und Berlin. Seit dem Wintersemester 1905/06 war er Mitglied der Studentenverbindung Turnerschaft Hohenstaufia Tübingen. 1909 promovierte er in Tübingen. Während des Ersten Weltkriegs leistete er Kriegsdienst. 1919 trat er in den württembergischen Justizdienst ein. Er war zunächst im Justizministerium beschäftigt, 1922 wurde er Richter am Amtsgericht Esslingen, dort auch später Arbeitsrichter. 1940 kam er an das Landgericht Stuttgart, im darauffolgenden Jahr an das Oberlandesgericht Stuttgart. Von 1942 an war er zudem Richter beim württembergischen Erbhofgericht.
Nach dem Ende des Zweiten Weltkriegs wurde Gasser, der nicht in die NSDAP eingetreten war, als Unbelasteter in das Stuttgarter Justizministerium geholt. Dort war er für Personalsachen und für die Organisation der Gerichte zuständig. 1950 wurde er zum Präsidenten des Landgerichts Stuttgart ernannt. Im März 1952 trat er in den Ruhestand. Im Präsidentenamt folgte ihm Hans Neidhard nach.
Gasser blieb zeit seines Lebens unverheiratet. Von 1936 an lebte er mit seiner Schwester Helene zusammen. Sein Nachlass kam im November 1999 durch Schenkung in das Hauptstaatsarchiv Stuttgart.

## Ehrungen
- 1952: Verdienstkreuz (Steckkreuz) der Bundesrepublik Deutschland, anlässlich seiner Pensionierung.